# 雅娜·德里斯
雅娜·德里斯（德語：Jana Dörries，1975年9月24日—），德国女子游泳运动员，主攻蛙泳。她曾代表德国参加1992年夏季奥林匹克运动会游泳比赛，获得女子4×100米混合泳接力银牌。